# Міжнародний рік хімії
Міжнародний рік хімії 2011 — річний спеціальний захід, що був започаткований ООН на знак визнання досягнень хімії та її внеску у розвиток людства. Це свято офіційно визнано Організацією Об'єднаних Націй у грудні 2008 року.

## Ідея
Резолюція ООН, що закликала до створення Міжнародного року хімії, в 2011 році була підтримана Ефіопією і профінансована спільно з 23 країнами. Було відзначено, що хімія робить важливий внесок у досягнення цілей Десятиліття ООН з освіти для сталого розвитку (2005—2014 роки).
Темою Міжнародного дня хімії було обрано гасло «Хімія — наше життя, наше майбутнє»". Воно робить акцент на «досягненнях хімії та її внеску у добробут людства». Тема спрямована на підвищення обізнаності про хімію серед широкої громадськості та залучення молодих людей до її сфери, а також прагне підкреслити роль хімії у вирішенні глобальних проблем.

## Події
Подій Міжнародного дня організовувалися національними хімічними товариствами, такими як Американське хімічне товариство, Королівське хімічне товариство, Бразильське хімічне товариство і Королівський австралійський хімічний інститут, а також регіональними хімічними федераціями.
Закриття року відбулося в Брюсселі (Бельгія) 1 грудня 2011.

### Франція
Офіційна церемонія старту МРХ відбулася 27—28 січня 2011 в Парижі, у штаб-квартирі ЮНЕСКО за участі Генерального директора Ірини Бокової. Подію відвідали понад 1000 делегатів з 60 країн, в тому числі чотири лауреати Нобелівської премії.

### Швейцарія
У лютому 2011 року швейцарська пошта в ознаменування Міжнародного року хімії видала поштову марку із зображенням моделі молекули вітаміну C — саме його швейцарський хімік Тадеуш Райхштейн вперше синтезував у 1933 році.

### Австралії
Офіційним заходом Міжнародного року була міжнародна конференція «На шляху до глобального штучного фотосинтезу: енергія, нанохімія і керування», проведена на острові Лорд-Гав між 14—18 серпня.